# Jakob Stöckl
Jakob Stöckl (* 1946) ist ein deutscher Manager.

## Leben
Jakob Stöckl studierte Agraringenieurwesen mit Schwerpunkt Milchwirtschaft in Weihenstephan an der Technischen Universität München. 1973 wurde er für das Institut für Betriebswirtschaftslehre der damaligen Süddeutschen Versuchs- und Forschungsanstalt für Milchwirtschaft in Weihenstephan tätig. 1991 wurde er Assistent der Geschäftsleitung der Bayerischen Milchindustrie eG (BMI) in Landshut; von 1994 bis Anfang 2010 dessen Vorstandsvorsitzender.

## Wirken
Stöckl engagiert sich für die Land- und Ernährungswirtschaft in Deutschland und Europa. Er wurde 1995 Mitglied des Vorstandes des Milchindustrieverbands MIV. Er ist seit 1996 im Präsidium des Deutschen Raiffeisenverbands (DRV). Seit 2001 ist er Vorsitzender des Kuratoriums der Freunde und Förderer Weihenstephans.
Jakob Stöckl ist seit 1970 Mitglied der katholischen Studentenverbindung K.D.St.V. Agilolfia im CV.
Bis zum 5. Oktober 2009 war Stöckl Mitglied im genossenschaftlichen Beirat der BayWa AG.
Jakob Stöckl engagiert sich in Essenbach in einer Initiative, die die Ansiedlung eines bäuerlichen Mastbetriebs (nur ca. 100 Schweine in offener Haltung mit Streu und Mist statt Gülle) verhindern will.